# アフリカン・ダンク
『アフリカン・ダンク』（原題：The Air Up There）はポール・マイケル・グレイザー監督により、1994年6月4日にアメリカ合衆国で公開されたスポーツ・コメディ映画。主演はケヴィン・ベーコン。

## ストーリー
セント・ジョセフ大学バスケットボール部（セント・ジョセフ・ブルズ）のアシスタントコーチである、ジミー・ドーランはバスケ部がスカウトしていた選手との関係を悪化させてしまい、契約を無しにしてしまった。代わりの選手をどうしようかと考えていた所、大学の式典でチャリティー活動紹介のVTRの中にアフリカのケニアでバスケットボールをする人々が映し出された。その中に身長2ｍを軽く超えるであろう選手が高いジャンプ力でダンクシュートする映像が映し出され、その選手をスカウトできないかと考えたジミーは回りの反対を押し切り、その選手をスカウトしに行くために単独でアフリカへ旅立つ。
　アフリカへ着いたジミーはなんとか映像で見た選手、サーレの元へたどり着いたが、サーレはウィナビ族長の息子プリンスであった。サーレのスカウトを族長に反対され、なんとかして族長の気を引こうとしていた所、族長の娘の結婚式にウィナビの土地を狙う隣の村のミンゴリ一味に村を襲われた。族長は村を襲わせたミンゴリ一味に対し、ウィナビの土地とウィナビから盗んだ家畜を賭けたバスケットボールの試合で決着することを約束し、ジミーに対し、勝つことができればサーレをアメリカに連れて行くことを約束するのであった。

## 主な登場人物
- ジミー・ドーラン

演 - ケヴィン・ベーコン、日本語吹替 - 藤原啓治
セント・ジョセフ大学バスケットボール部（セント・ジョセフ・ブルズ）のアシスタントコーチ。81年、現役のときに全米優勝。現役の時はフェイント技（第三段階からなり、フェイントのジミーと呼ばれていた）を得意としていた。卒業後はNBA入りを目指していたが膝の故障のため指導者の道へ進む。バディ・ウィルソンの入団の話が無くなり、代わりにサーレの獲得のためアフリカへ旅立つ。最初はサーレをアメリカに連れて行くことだけを考えていたが、次第にウィナビの事も考えるようになった。最終的に土地と家畜を賭けたウィナビとミンゴリとの試合に勝利、サーレをアメリカに連れて行くことに成功し、バスケ部の監督に就任する。
- サーレ・ウィンタンバ

演 - チャールズ・ギトンガ・マイーナ、日本語吹替 - 坪井智浩
身長2ｍ5ｃｍのウィナビ族。族長（ウルドゥ）の息子。バスケットボールに対する情熱が強く、NBAに対する憧れもあったため、ジミーの誘いに対しては前向きではあったが、次期族長という立場であったため、すぐに答えを出すことができずにいた。ウィナビとミンゴリとの試合では最後にジミーのフェイント技でダンクシュートを決め、勝利。その後、ジミーと共にセント・ジョセフ大学でバスケットボールをする事となった。
- レイ・フォックス

演 - ショーン・マッキャン、日本語吹替 - 大宮悌二
セント・ジョセフ大学バスケットボール部（セント・ジョセフ・ブルズ）の監督。監督暦31年、641試合に勝利、全国優勝7回の実績を誇る。ジミーのアフリカ行きには反対していたが、アフリカから送られてきたビデオの中にいるジミーとサーレを確認した後は、現金を速達で送る、現地でウィナビの応援といった風に支援するようになった。ジミーによるサーレの獲得により、ジミーが新監督になり、引退する。
- マーク・コリンズ

演 - エリック・メンヤック、日本語吹替 - 池田勝
セント・ジョセフ大学バスケットボール部（セント・ジョセフ・ブルズ）の選手の採用担当係。レイ・フォックスから絶大な信頼を置かれており、あらゆる選手の採用を任されている。バディ・ウィルソンの獲得のために様々な投資を行っていた。
- バディ・ウィルソン

演 - キース・ギブス、日本語吹替 - 森川智之
イリノイ州、チャタカ・フォールズ出身の18歳。セント・ジョセフ大学から郵便75通、ディズニーワールド無料招待2回、練習着37着、ロブスター料理19回という投資を受けていたほど欲しがられていたが、ジミーに対して1年目からレギュラー、3年になるまで代わりの選手の入団禁止、オープンカーなどの注文をし、ジミーの怒りを買うと共に掛け金勝負に負けてしまい、入団を断る。
- ニャガ

演 - マブスォ・”キッド”・シソール、日本語吹替 - 安西正弘
自称ミンゴリ一の大物。銅の発掘が豊かなウィナビの土地を狙っているため、ウィナビの家畜を盗む、村を荒らすなどの悪事を行っていた。ミンゴリのバスケットボールチーム（ミンゴリ・ピストンズ）の面倒もみている。ウルドゥと盗んだ家畜とウィナビの土地を賭けたバスケットボールの試合を行う。
- ウルドゥ

演 - ウィンストン・ヌシュナ、日本語吹替 - 辻親八
ウィナビ族長。当初はジミーの誘いを断っていたが、娘のベイサの結婚式にニャガ一味に村を襲われ、ウィナビの土地とニャガが盗んだ家畜を賭けた試合をニャガと契約し、その試合に勝つことを条件にジミーにサーレのアメリカ行きを認めた。
- オハラ神父

演 - デニス・パトリック、日本語吹替 - あずさ欣平
元バスケットボール選手で、身長180ｃｍ。ウィナビ学校の運営をしている。
- シスター・スーザン

演 - ヨランダ・ヴァスケス、日本語吹替 - 塩田朋子
医療奉仕団としてウィナビ学校で働いている。主にウィナビの子供たちの面倒を見たり、病人の看護をしている。ジミーとは最初は対立していたが、次第に彼のウィナビに対する思いを感じるようになった。
- ハラウィ

演 - ナイジェル・ミゲル、日本語吹替 - 中田和宏
サーレの兄。ウィナビの将来を考えて、父であるウルドゥに黙ってニャガに土地を売ろうとしたため、ウルドゥに勘当される。その後はニャガのミンゴリ鉱業の元で働く。試合でミンゴリ選手のラフプレーによりジミーが負傷した際、ウィナビでプレーすることで勝利に貢献。ウルドゥとはこれを機に和解した。
その他：丸山詠二、塚田正昭、佐久田修、沢りつお、桜井敏治、山下啓介、林延年、中博史

## 評価
興行成績が＄21,011,318を記録して、バスケットボール映画興行収入ランキングで14位を記録。MIDbで5,8/10のランクを格付けされている。